# Dream SMP
Dream SMP (также DSMP) — бывший сервер в игре Minecraft в стиле SMP (с англ. — «survival multiplayer server» — сервер выживания по мультиплееру), созданный ютуберами Dream и GeorgeNotFound. Он включал других ютуберов по Minecraft, которые играли за своих персонажей, следуя сюжету. Стрим геймплея на Twitch и YouTube — он был одним из самых популярных сериалов по Minecraft.

## История и сюжет
Dream SMP был создан Dream и GeorgeNotFound в апреле или мае 2020 года, как маленький сервер с несколькими его друзьями. Его популярность выросла в связи с пандемией коронавируса и коллабораций с другими Youtube-каналами. Он включал и других ютуберов, таких, как TommyInnit и Sapnap, которые участвовали в долгих битвах.

Флаг Л’Манберга, государства, созданного Уилбуром Сутом летом 2020 года на сервере и ставшего одним из самых известных государств и наций на Dream SMP.

Большинство материала было импровизировано, за исключением важных точек в сюжете, которые были написаны заранее. Вилбур Сут, который планировал многое из ранних сюжетных арок, сказал в интервью Insider: «Я пишу сюжетные зацепки и точки, которые должны быть связаны друг с другом, однако мы улучшаем диалоги и комедию через время». Сервер имел более 20 «эр» в сюжетной линии и более 30 персонажей. Ранний сюжет сервера был вдохновлён Гамильтоном, который много раз упоминался стримерами. В сюжете, персонажи могли умереть только три раза, пока не умрут навсегда. Некоторые участники играли за других персонажей, включая «призраков» своих персонажей.
«Сага дисков», самая длинная эра на сервере, была серией событий, разворачивающейся вокруг TommyInnit и двух редких музыкальных дисков, принадлежащих ему. Во время саги, Dream и другие персонажи воевали за владение дисками,,дабы использовать их против других персонажей. Сага дисков закончилась в январе 2021 года, когда Dream был заключён в тюрьму (Pandora’s vault или же — Хранилище Пандоры). Стрим событий TommyInnit на Twitch имел пик в 650 000 зрителей, делая его третьим стримом в мире по количеству зрителей в прямом эфире.

Другой конфликт начался, когда Уилбур Сут основал Л’Манбург (с англ. L’Manberg), сепаратическое государство, созданное для участников не из США. Оно отсоединилось от «Dream SMP» и выиграла войну за независимость против SMP. Л’Манбург позже начал президентские выборы, которые содержали напряжённые дебаты между двумя вымышленными политическими партиями: SWAG2020 и POG2020. Когда напарник SWAG2020 — GeorgeNotFound не появился, Quackity — президентский кандидат из этой партии, основал импровизированную партию с Jschlatt: SchWAG2020. Коалиционная партия выиграла выборы с 46 % голосов. В январе 2021 года Л’Манбург был захвачен, уничтожен и распался навсегда. а на его месте позже появился Манбург, другое государство во главе с Шлаттом. Согласно Ричу Стантону из PC Gamer'
«Л’Манбург был серьёзно воспринят его игроками, что у нации был не только флаг, но и гимн».

## Участники
- Dream
- GeorgeNotFound
- Sapnap
- TommyInnit
- Tubbo
- Вилбур Сут
- Jschlatt
- Technoblade
- Ph1LzA
- Vikkstar123
- awesamdude
- BadBoyHalo
- Ponk
- Fundy
- Punz
- Aimsey
- Seapeekay
- TinaKitten
- BoomerNA
- Eryn
- Michaelmcchill
- Slimecicle
- Hannahxxrose
- Foolish Gamers
- Ranboo
- LazarBeam
- CaptainPuffy
- ConnorEatsPants
- Antfrost
- Quackity
- JackManifoldTV
- Karl Jacobs
- Nihachu
- Eret